# ستيف داربي
ستيف داربي (بالإنجليزية: Steve Darby)‏ هو لاعب كرة قدم ومدرب كرة قدم بريطاني، ولد في 15 يناير 1955 في ليفربول في المملكة المتحدة. شارك مع منتخب لاوس لكرة القدم. أما مع النوادي، فقد لعب مع نادي ترانمير روفرز لكرة القدم.